# Caçador Airport
Caçador Airport är en flygplats i Brasilien.   Den ligger i kommunen Caçador och delstaten Santa Catarina, i den södra delen av landet, 1 300 km söder om huvudstaden Brasília. Caçador Airport ligger 1 029 meter över havet.
Terrängen runt Caçador Airport är platt åt sydväst, men åt nordost är den kuperad. Närmaste större samhälle är Caçador, 7,5 km väster om Caçador Airport.
I omgivningarna runt Caçador Airport växer huvudsakligen savannskog. Runt Caçador Airport är det ganska tätbefolkat, med 80 invånare per kvadratkilometer.